# Chemikaliengesetz (Schweiz)
Das Chemikaliengesetz ist ein Gesetz zum Schutz vor gefährlichen Stoffen (Gefahrstoffe) in der Schweiz. Es führt die Aspekte des Gesundheitsschutzes und des Umweltschutzes auf Verordnungsstufe zusammen und somit zu einer Angleichung an die Gesetzgebung anderer Industrieländer.
Das ChemG gilt auch in Liechtenstein.

## Inhalt
Das Chemikaliengesetz hat den Zweck, das Leben und die Gesundheit des Menschen vor schädlichen Einwirkungen durch Stoffe und Zubereitungen, zu schützen. Es regelt den Umgang mit Stoffen und Zubereitungen. Diese gelten als gefährlich, wenn sie das Leben oder die Gesundheit durch physikalisch-chemische oder toxische Wirkung gefährden können. Falls Mikroorganismen in Biozidprodukten oder Pflanzenschutzmitteln Verwendung finden, ist der Umgang mit den Stoffen und Zubereitungen gleichgestellt.
Als Grundsätze definiert ist die Pflicht zur Selbstkontrolle, die Informationspflicht gegenüber Abnehmerinnen und Abnehmern, sowie die Sorgfaltspflicht. Im Einzelnen werden die Anmeldungen und Zulassungen von bestimmten Stoffen und Zubereitungen allgemein, sowie Sonderbestimmungen,  geregelt.

## Vergleich mit dem EU-Recht
Das schweizerische Chemikalienrecht ist seit dem 1. August 2005 weitestgehend mit dem heute geltenden EU-Chemikalienrecht (REACH) harmonisiert. Auf der Gesetzesstufe weicht das Schweizer Recht von der REACH-Verordnung in einigen zentralen Punkten ab:
- Unterschiedliche Anforderungen für neue und alte Stoffe
- Anknüpfungspunkt beim Inverkehrbringen, ausschliesslich exportierte Stoffe sind nicht betroffen
- Weniger strenge Vorschriften über Stoffe in Gegenständen als unter REACH
- Keine Beweislastumkehr wie bei REACH: Verantwortung für die Risikobewertung und die offizielle Einstufung von Stoffen liegt hauptsächlich bei den Behörden (nicht bei den Herstellern und Importeuren)
- Keine Verpflichtung der nachgeschalteten Anwender zur Information der Hersteller über Verwendungszweck und -art der Stoffe und Zubereitungen

## Geschichte
Bis zum 31. Juli 2005 wurden Chemikalien und Zubereitungen nach dem schweizerischen Giftgesetz von 1969 in Giftklassen eingeteilt und in der Giftliste gesammelt. Sämtliche Stoffe und Produkte, die dem Geltungsbereich des Giftgesetzes unterlagen, mussten vor dem Inverkehrbringen beim Bundesamt für Gesundheit (BAG) angemeldet und mit amtlicher Verfügung in eine Giftklasse eingestuft werden. Gewerbliche Produkte musste die Anmelderfirma nach den Richtlinien des BAG selbst einstufen und vor der Markteinführung ebenfalls anmelden. Eine Besonderheit war, dass die Anmelderfirma eine Schweizer Firma sein musste. Dadurch wurden Stoffe und Produkte über Schweizer Niederlassungen oder Dienstleistungsunternehmen angemeldet. Die Einteilung stützte sich auf den LD50-Wert. Die Verpackungen von Giften mussten das Giftband (schwarz mit Totenkopfsymbol/gelb/rot) tragen. Das Giftband beinhaltete Informationen über die Art des Giftes, Gefahrenhinweise, Giftklasse und die BAG-T-Nummer.
| Giftklasse | LD50 (mg/kg) | Bemerkung                                                          | Beispiel        |
| ---------- | ------------ | ------------------------------------------------------------------ | --------------- |
| 1*         | –            | karzinogen, teratogen oder mutagen; keine Abgabe an Privatpersonen | Benzol          |
| 1          | <5           | keine Abgabe an Privatpersonen                                     | Kaliumcyanid    |
| 2          | 5–50         | Bezug nur gegen Giftschein                                         | Salzsäure       |
| 3          | 50–500       | Bezug nur gegen Empfangsbestätigung                                | Kupfersulfat    |
| 4          | 500–2000     | Verkauf nur durch Fachpersonal                                     | Paraformaldehyd |
| 5          | 2000–5000    | Verkauf nur durch Fachpersonal                                     | Ethylacetat     |
| 5S         | 3000–5000    | Zulassung für Selbstbedienung                                      | Brennspiritus   |

Farbgebung ist den jeweiligen Giftbändern nachempfunden.
Beispiel für ein Giftband eines Backofenreiniger-Sprays:
| Gehalt: 2-AMINOETHANOL                  |
| Aerosol nicht einatmen. Reizt die Augen |
| Giftklasse 5, BAG-T-Nr. 23557           |

Mit Ausnahme von Chemikalien für die Forschung und solchen, die als Hilfsmittel, Ausgangsstoffe oder Zwischenprodukte ausschliesslich in chemischen Produktionsprozessen verwendet wurden, waren nur die in der Giftliste des BAG aufgeführten Gifte zugelassen. Für den Verkehr mit sämtlichen Giften der Giftklassen 1 bis 4 war eine allgemeine Bewilligung notwendig. Der Bezug von Chemikalien der Giftklassen 1 und 2 war nur mit einer besonderen Bezugsbewilligung möglich. Für Produkte mit Giftklasse 3 musste eine Empfangsbestätigung mit Angabe der Personalien unterzeichnet werden und Privatpersonen benötigten für den Erwerb von Giften der Klasse 2 einen Giftschein.
Es gab drei Giftlisten:
- Verzeichnis der giftigen Stoffe (Giftliste 1)
- Verzeichnis der giftigen Publikumsprodukte (Giftliste 2)
- Verzeichnis der giftigen gewerblichen Produkte (Giftliste 3)

Per 1. August 2005 sind die Giftklassen durch die in der EU üblichen Gefahrenpiktogramme ersetzt worden. Die Übergangsbestimmungen liefen am 31. Juli 2007 aus. Bis Dezember 2013 wurde die Einstufung und Kennzeichnung von Stoffen obligatorisch auf GHS umgestellt. Bei Gemischen gilt das GHS-Obligatorium seit Juni 2015.

## Fussnoten und Quellen
1. ↑  Konsumentenforum: Vom Giftgesetz zum Chemikaliengesetz – Von Giftklassen zu Giftkennzeichnungen (Memento vom 11. April 2014 im Internet Archive) (PDF; 104 kB), März 2005
2. ↑  Kundmachung vom 29. April 2014 der aufgrund des Zollvertrages im Fürstentum Liechtenstein anwendbaren schweizerischen Rechtsvorschriften (Anlagen I und II)
3. ↑  Bundesamt für Umwelt: Materielle Unterschiede zwischen schweizerischem Recht und REACH (PDF; 105 kB), 1. November 2007
4. ↑  Die Klassierung kann online abgerufen werden: IGS-Giftliste (Memento vom 10. Januar 2011 im Internet Archive) (Datenbank mit ca. 176'000 Stoffen und Produkten)
5. ↑  Giftverordnung vom 19. September 1983 (GV, SR 813.1) – (letzte) Fassung vom 1. Januar 2004, Artikel 3.
6. ↑  cheminfo.ch: Fragen und Antworten zu GHS (Memento vom 21. Februar 2014 im Internet Archive)